# Leptoypha mutica
Leptoypha mutica är en insektsart som först beskrevs av Thomas Say 1832.  Leptoypha mutica ingår i släktet Leptoypha och familjen nätskinnbaggar. Inga underarter finns listade i Catalogue of Life.